# Kirkoswald (South Ayrshire)
Pour les articles homonymes, voir Kirkoswald.
Kirkoswald est un village du South Ayrshire, en Écosse. Il est situé à six kilomètres environ au sud-ouest de la ville de Maybole, dans l'ancien district de Carrick.

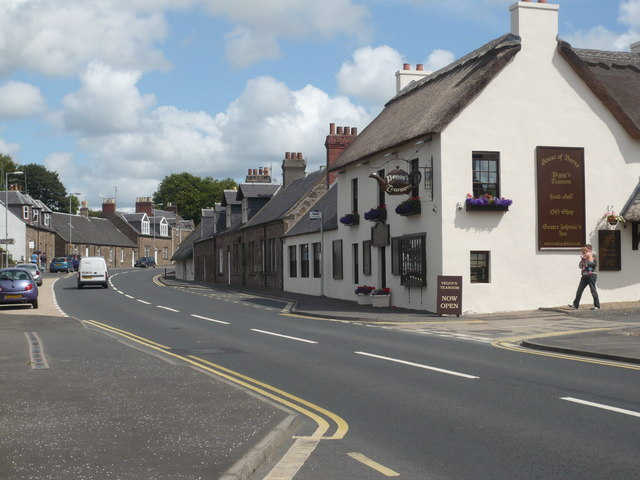
Salon de thé Peggy et rue principale, Kirkoswald

Le nom du village fait référence à l'église (kirk) dédiée à saint Oswald, roi de Northumbrie mort en 642.